# つんころ大助
『つんころ大助』（つんころだいすけ）は、1960年1月25日から1961年8月28日までフジテレビ系列局で放送されていたテレビドラマである。三共（現・第一三共）の一社提供。放送時間は毎週月曜 19:00 - 19:30 （日本標準時）。

## 概要
北海道から来た怪力少年・長尾大助が相撲部屋「桜川部屋」に入門し、相撲界で活躍する作品。「つんころ」とは、アイヌ語で「力持ち」を意味する言葉である。
栃錦や初代若乃花といった当時の著名力士が実名でゲスト出演していた。

## 出演者
- 長尾大助：根岸直彦
- 直木みつ男
- 益田キートン
- 岡譲司
- 野沢雅子
- 水戸光子
- 市川和子
- 二本柳敏恵
- 平凡太郎
- 里井茂
- 中原郁江
- 若山セツ子
- 若宮大祐
- 小峰千代子
- 渡真二
- ほか

## スタッフ
- 企画：電通企画制作局
- 原作：北条誠
- 脚本：山田豊

## コミカライズ
三島みちひこによる本作のコミカライズ作品が月刊誌『ぼくら』（講談社）に連載。また、伊東章夫によるコミカライズ作品が『たのしい三年生』（講談社）に連載されていた。